# Gös
För andra betydelser, se Gös (olika betydelser).
Gös (Sander lucioperca) är en fisk i familjen abborrfiskar. 

## Utseende
Gösen har en långsträckt kropp med en längd på upp till 130 centimeter och en vikt upp till 20 kilogram. Till skillnad från de flesta andra abborrfiskar saknar gösen tagg på gällocket. Käken har tydliga, långa tänder. Till färgen är gösen vanligtvis ljust gråbrun. Även om färgen kan variera, är buken alltid ljusare än ovansidan. På sidorna finns mörkare tvärfläckar som är tydligast hos unga fiskar.

## Vanor
Gösen lever i långsamt rinnande vattendrag, sjöar och vikar med inte för hög salthalt eller för lågt pH. Gösen är en rovfisk, och med sin kraftiga tandbyggnad är den en konkurrent till gädda och abborre. Den tar främst mört, siklöja och braxen.

## Utbredning
Sitt ursprungliga levnadsområde hade gösen i Central- och Östeuropa, österut till Volga, Ural och Anadyr i Asien. Söderut sträckte sig dess ursprungliga utbredningsområde till norra Balkan, norra Iran och Armenien. Numera finns den - främst på grund av utplantering - över stora delar av Europa.
I Skandinavien förekommer gösen i sydöstligaste Norge (några älvar och sjöar i Østfolds, Opplands och Akershus fylken), i Sverige (Vänern, Hjälmaren, Mälaren och delar av Vättern, sjön Frisjön, söder om Borås, sjön Krön (nära Vimmerby), i sjön Bolmen, Roxen, Glan i Östersjön och i Bergviken, Ljusnan, Varpen i Hälsingland samt i angränsande flodsystem från Smålandskusten norrut, inplanterad i sjöar på Sydsvenska höglandet samt delar av Öland) och i södra och mellersta Finland med angränsande Östersjöområden (inklusive Finska viken).
Gösen finns även i sjön Burträsket, Burträsk, 4 mil sydväst om Skellefteå och kan vara den sjö längst norrut där gösen finns i stor utsträckning ut till havet genom Bureälvssystemet.[källa behövs] Gösen finns i riklig mängd i många av Tornedalens sjöar. Armasjärvi, Puostijärvi, Miekojärvi m.m. Finns även i sjöar i Kalixälvens och Råneälvens vattensystem.

## Fortplantning
Gösen blir könsmogen mellan 2 och 5 års ålder, tidigare för hanen. Den leker i slutet av maj eller början av juni på grunda sand- eller stenbottnar (leken sker tidigare längre söderut). Äggen, som läggs i gropar på bottnen, kläcks efter drygt en vecka. Beroende på storlek kan en hona lägga mellan 200 000 och 1 200 000 ägg. Ynglen är pelagiska, men söker sig till bottnen framåt hösten.
Gösen kan bli max 23 år.

## Ekonomisk användning
Gösen betraktas som en utmärkt matfisk och är föremål både för kommersiellt fiske och sportfiske. Svenskt sportfiskerekord är 12,530 kilogram.

## Landskapsfisk
I det svenska landskapet Västmanland och i det finska landskapet Nyland är gösen landskapsfisk.